# Слепова, Анна Александровна
Анна Александровна Слепова (20 декабря 1984, Лобня, Московская область) — российская лыжница, призёр чемпионата России, призёр всемирной Универсиады. Мастер спорта России международного класса.

## Биография
Воспитанница лобненского спорта и зеленоградской СДЮШОР № 111, тренеры — А. С. Слепов, А. В. Завьялов. В разное время представляла Ханты-Мансийский автономный округ, Москву, Республику Коми, выступала за спортивное общество «Динамо».
Чемпионка мира среди юниоров 2004 года в эстафете, на том же чемпионате стала серебряным призёром в гонке на 5 км.
На всемирной Универсиаде 2005 года в Австрии завоевала серебряную медаль в масс-старте на 15 км и бронзовую в гонке на 5 км, на Универсиаде 2009 года в Китае — бронзу в гонке на 5 км.
В составе сборной России участвовала в гонках Кубка мира в сезоне 2011/12, лучший результат — 33-е место в скиатлоне на 15 км на этапе в Рыбинске.
На уровне чемпионата России завоевала ряд медалей, в том числе серебро в 2007 году в эстафете в составе команды УрФО, бронзу в 2004 году в эстафете в составе сборной УрФО, в 2008 году в гонке на 10 км, в 2012 году в эстафете в составе сборной Москвы.
Завершила профессиональную карьеру в 2014 году.